# Анастасиу (Бразилия)
Анастасиу (порт. Anastácio) — муниципалитет в Бразилии, входит в штат Мату-Гросу-ду-Сул. Составная часть мезорегиона Пантанайс-Сул-Мату-Гроссенсис. Входит в экономико-статистический микрорегион Акидауана. Население составляет 22 382 человека на 2007 год. Занимает площадь 2949,206 км². Плотность населения — 7,59 чел./км².

## История
Город основан 18 марта 1964 года. 

## Статистика
- Валовой внутренний продукт на 2003 год составляет 146 605 973,00 реалов (данные: Бразильский институт географии и статистики).
- Валовой внутренний продукт на душу населения на 2003 год составляет 6240,68 реалов (данные: Бразильский институт географии и статистики).
- Индекс развития человеческого потенциала на 2000 год составляет 0,725 (данные: Программа развития ООН).